# A tengelyhatalmak vezetői

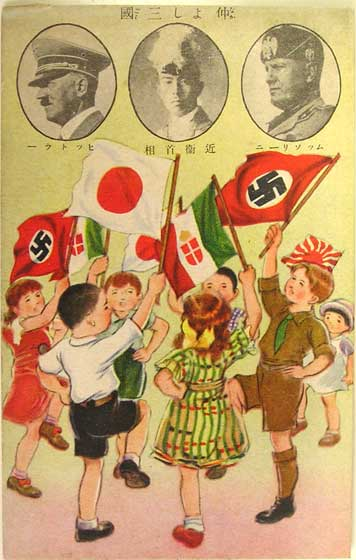
A Sóva-kor japán propagandaplakátja, amelyen Adolf Hitler, Fumimaro Konoe és Benito Mussolini, a három fő tengelyhatalom politikai vezetői láthatók 1938-ban

A tengelyhatalnak vezetői fontos politikai és katonai személyek voltak a második világháború idején. A tengelyhatalmak a háromhatalmi egyezmény 1940-es aláírásával létrejött erősen militarista és nacionalista ideológiát követő kommunizmusellenes politikájú katonai szövetség. A háború korai szakaszában megszállt nemzeteikben bábkormányokat hoztak létre az úgynevezett bábállamok élére. Amikor a háború véget ért, sokuknak háborús bűnök miatt kellett bíróság elé állniuk. A fő vezetők a németnemzetiszocialista Adolf Hitler, a fasiszta olaszországi Benito Mussolini és a japán Hirohito voltak.  Ellentétben a szövetségesekkel, a fő tengelyhatalmi kormányfőknek soha nem volt közös találkozója, bár Mussolini és Hitler rendszeresen találkozott.

## Bolgár Cárság (1941–1944)

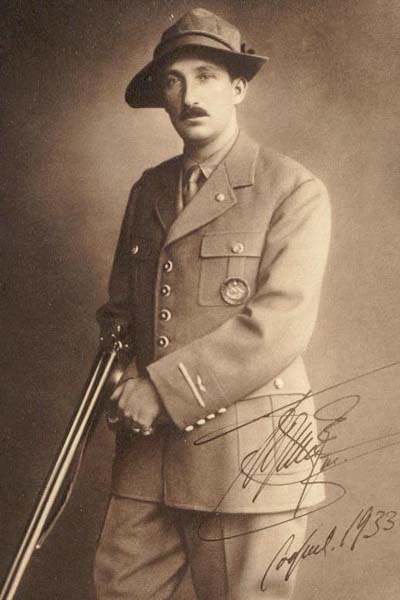
III Borisz cár.

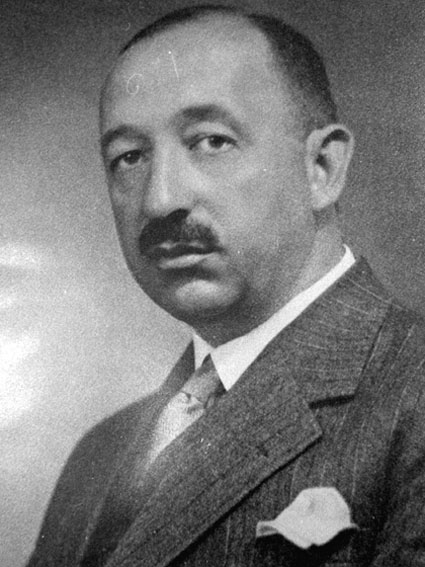
Bogdan Filov

- III. Borisz volt a cár 1918-tól egészen 1943-ban bekövetkezett haláláig.
- II. Simeon 1943-tól 1946-ig volt Bulgária cárja; kiskorú volt, ezért nem volt valódi hatalma.
- Kyril, bolgár herceg (knyaz), a régensi tanács vezetője, 1943–1944.
- Bogdan FilovBulgária miniszterelnöke 1940 és 1943 között, valamint a kormányzótanács tagja.
- Dobri Bozsilov miniszterelnök, 1943–1944.
- Ivan Ivanov Bagrjanov 1944-ben volt miniszterelnök. Megkísérelte Bulgária kiugrását a háborúból, és kijelenteni a semlegességet.
- Konstantin Muraviev miniszterelnök, 1944. Bolgár Agrár Nemzeti Szövetség .
- Kimon Georgiev, miniszterelnök, 1944–1946.
- Aleksandar Tsankov, a bolgár emigráns kormány miniszterelnöke.
- Nikola Mikhov altábornagy, Bulgária védelmi minisztere volt
- Konstantin Lukasz altábornagy, a bolgár hadsereg vezérkari főnöke volt
- Stoyan Stoyanov volt a Bolgár Királyi Légierő legmagasabb pontszámot elért bolgár vadászásza 14 győzelemmel.
- Ferdinand Kozovski bolgár altábornagy volt, 1950 és 1965 között a bolgár nemzetgyűlés elnöke volt .
- Damyan Velchev bolgár vezérezredes, Bulgária védelmi minisztere volt.
- Vlagyimir Sztojcsev bolgár vezérezredes, diplomata és lovas volt.

## A Harmadik Birodalom (Náci Németország)

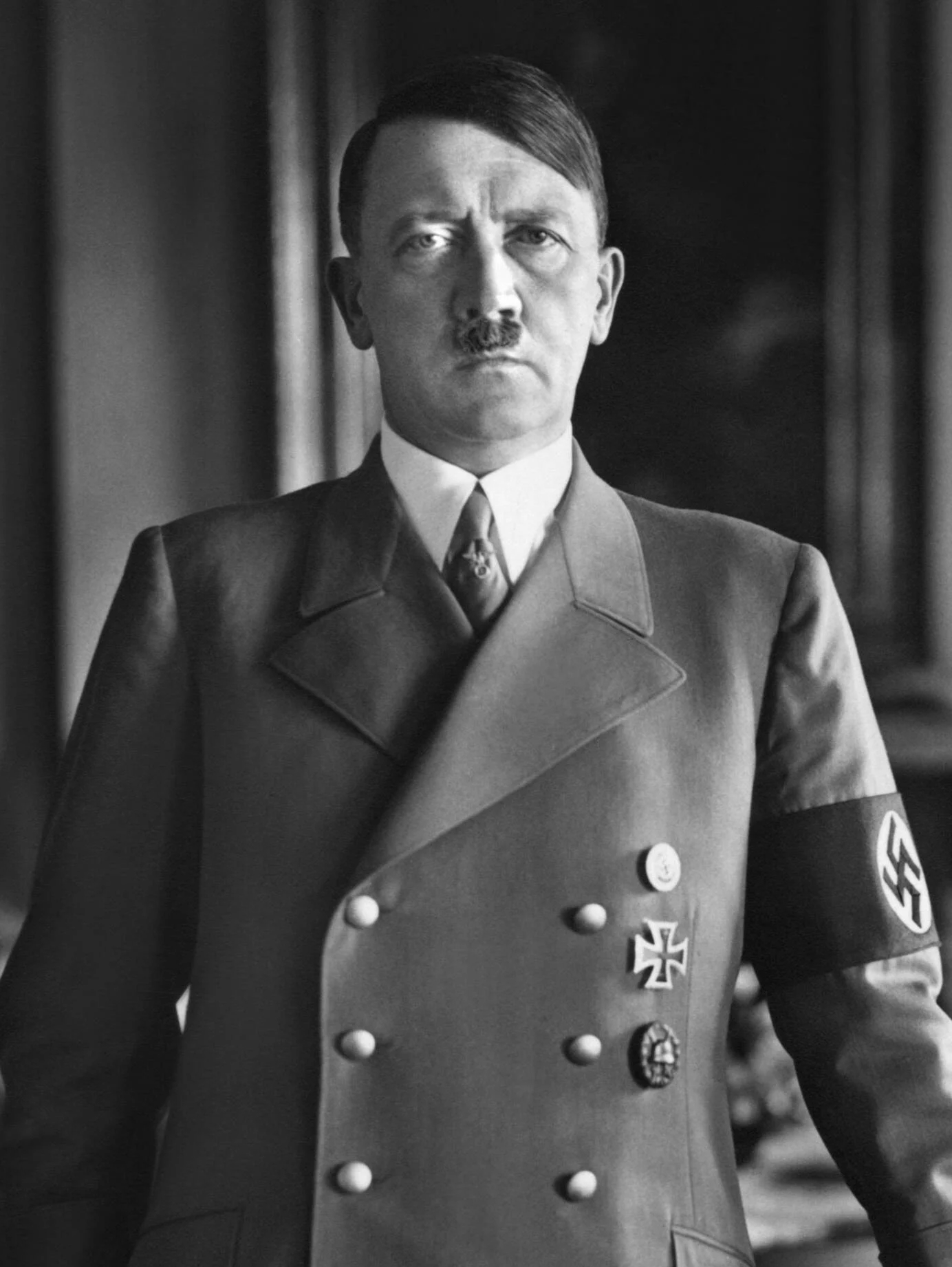
Adolf Hitler a Nemzetiszocialista Német Munkáspárt osztrák származású vezetője volt

- Adolf Hitler a náci Németország vezetője volt, először kancellárként, később Führerként addig, amíg 1945-ben öngyilkos nem lett Berlinben. Hitler az első világháború utáni Németország válságos időszakában került hatalomra.
- Joseph Goebbels 1933-tól 1945-ig volt közfelvilágosodási- és propagandaminiszter. A háború lelkes támogatójaként Goebbels mindent megtett, hogy felkészítse a német népet egy nagyszabású katonai konfliktusra. Hitler egyik legközelebbi munka és párttársa, valamint legelszántabb követője volt. Hitler öngyilkossága után Goebbels és felesége, Magda hat gyermeküket megmérgezték, majd szintén öngyilkosságot követtek el. Halála előtt egy nappal kancellár lett.
- Hermann Göring úgynevezett Reichsmarschall és a Porosz Állam miniszterelnöke volt. A Harmadik Birodalom rövid élete során Göring különféle állami hivatalokat töltött be, amelyekkel Hitler halmozta el. Ő volt a Luftwaffe főparancsnoka, a Reichstag elnöke, a Gestapo eredeti vezetője, gazdasági miniszter, a hadigazdaság legfőbb főnöke, a négyéves terv vezetője, a Nagynémet Birodalom Reichmarshallja, a Harmadik Birodalom erdei és végül a nürnbergi per 1. számú alperese.
- Heinrich Himmler lett a náci Németország führer-helyettese Göring bukását követően a Luftwaffe többszöri veresége után.  ASchutzstaffel (SS) parancsnokaként Himmler a Gestapo általános parancsnokságát is betöltötte. Ő volt a „végső megoldás” kitalálója, és az SS-en keresztül a náci koncentrációs táborok, megsemmisítő táborok és az Einsatzgruppe halálosztagok felügyelője volt.
- Joachim von Ribbentrop 1938 és 1945 között német külügyminiszter. Nürnbergben halálra ítélték és felakasztották.
- Karl Dönitz 1943. január 30-án a Német Birodalmi Haditengerészet (Kriegsmarine) tengernagya és főparancsnoka és Hitler öngyilkossága után 23 napig államfő. Parancsnoksága alatt a tengeralattjáró-flotta korlátlan tengeralattjáró-háborút folytatott az atlanti-óceáni csata során.
- Lutz Graf Schwerin von Krosigk a Német Birodalom vezető minisztere volt a rövid életű Flensburg-kormányban 1945-ben.
- Martin Bormann a Pártkancellária (Parteikanzlei) vezetője és Adolf Hitler magántitkára volt. Elnyerte Hitler bizalmát, és hatalmas hatalomra tett szert a Harmadik Birodalomban azzal, hogy ellenőrizte a Führerhez való hozzáférést.
- Rudolf Hess Hitler helyettese volt a náci pártban. Hess abban reménykedett, hogy nagyszerű diplomáciai győzelmet arat a Harmadik Birodalom és Nagy-Britannia közötti béke megpecsételésével. Skóciába repült, hogy békét próbáljon megtárgyalni, de letartóztatták.Nürnbergben bíróság elé állították, és életfogytiglani börtönbüntetésre ítélték.
- Robert Ley a náci párt tagja volt, 1933 és 1945 között a Német Munkásfrontot vezette.
- Albert Speer 1942-től a háború végéig a német haditermelés irányítója.
- Alfred Rosenberg német filozófus és a náci párt befolyásos ideológusa volt. A kulcsfontosságú nemzetiszocialista ideológiai hitvallások egyik fő szerzőjének tartják, ideértve a fajelméletet, a zsidóüldözést, a Lebensraumot, a versailles-i béke hatályon kívül helyezését és az elfajzott modern művészettel szembeni ellenállást. A háború alatt az NSDAP Külügyi Hivatalát, majd a megszállt keleti területek birodalmi minisztériumát vezette.
- Reinhard Heydrich tábornok a Birodalom Biztonsági Főhivatalának (beleértve a Gestapo-t, a Kripo-t és az SD-t) és  Cseh-Morvaországnak vezetője volt.
- Wilhelm Canaris tengernagy az Abwehr parancsnoka és a haditengerészet tisztje volt. A második világháború alatt az Adolf Hitlerrel és a náci rezsimmel szembeni titkos ellenzékben részt vevő katonatisztek között volt. A flossenbürgi koncentrációs táborban kivégezték hazaárulás miatt.
- Wilhelm Keitel hadseregtábornok a Német Katonai Főparancsnokság főnöke volt a háború alatt.
- Alfred Jodl hadseregtábornok az OKW hadműveleti főnöke volt a háború alatt. Részt vett a lengyelországi hadjárat megtervezésében.
- Franz Halder tábornok a szárazföldi hadsereg vezérkarának főnöke volt.
- Kurt Zeitzler tábornok az OKH főnöke volt 1942-től 1944 júliusáig.
- Walther von Brauchitsch tábornagy a Wehrmacht főparancsnoka volt 1940-től egészen 1941 decemberi elbocsátásáig, amikor is Hitler személyesen átvette a hadsereg parancsnokságát.
- Erich Raeder tengernagy a haditengerészet főparancsnoka volt 1939. április 1-jétől 1943. január 30-ig.
- Fedor von Bock tábornagy az Észak-Hadseregcsoport, a B Hadseregcsoport és a Központi Hadseregcsoport parancsnoka.
- Albert Kesselring tábornok a Luftwaffe tisztje volt. A háború korai szakaszában nyugati és keleti légi hadjáratokat irányított, majd a Földközi-tengeren állomásozó német erők főparancsnokává nevezték ki. 1945 márciusában ő lett az utolsó német főparancsnok a nyugati fronton.
- Robert Ritter von Greim tábornagy Luftflotte parancsnoka volt, amely részt vett a lengyelországi invázióban, a norvég csatákban és az angliai csatában.
- Gerd von Rundstedt tábornok a Barbarossa hadművelet során a Dél Hadseregcsoport parancsnoka. 1942-ben az OB West parancsnokává nevezték ki.
- Erich von Manstein tábornagy nevéhez fűződik a franciaországi ardenneki invázió tervének kidolgozása. 1942-ben Szevasztopolt is elfoglalta, majd átvette a Dél Hadseregcsoport parancsnokságát. Gyakran a második világháború egyik legjobb német stratégája és hadvezéreként tartják számon.
- Heinz Guderian tábornok volt a Blitzkrieg fő alkotója. A háború kezdeti éveiben több frontvonali hadsereget irányított később a hadsereg vezérkari főnöke lett.
- Erwin Rommel tábornagy a Német Afrika-hadtest parancsnoka volt az észak-afrikai hadjáratban, és a "Sivatagi Róka" becenéven vált ismertté. Rommelt taktikai zseniként csodálták mind a tengely, mind a szövetséges hatalmak vezetői a háború alatt. Ezt követően a normandiai partraszállásnál a német csapatok parancsnoka volt.
- Walter Model tábornok leginkább a védelmi hadviselés gyakorlójaként vált ismertté mind a keleti, mind a nyugati fronton. A  B-hadseregcsoport parancsnoka volt.
- Hans-Jürgen von Arnim vezérezredes az Afrika-Hadseregcsoport főparancsnoka, Német Afrika-hadtest de facto parancsnoka volt.

## Magyar Királyság (1940-1945)

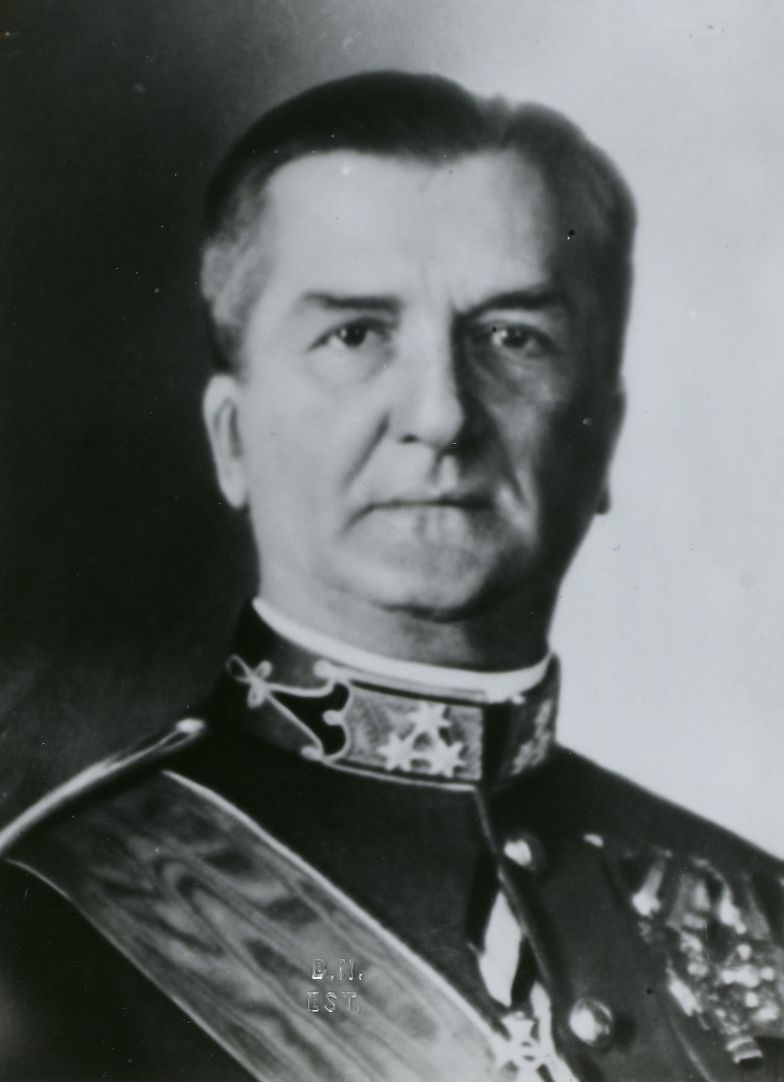
Horthy Miklós magyar kormányzó

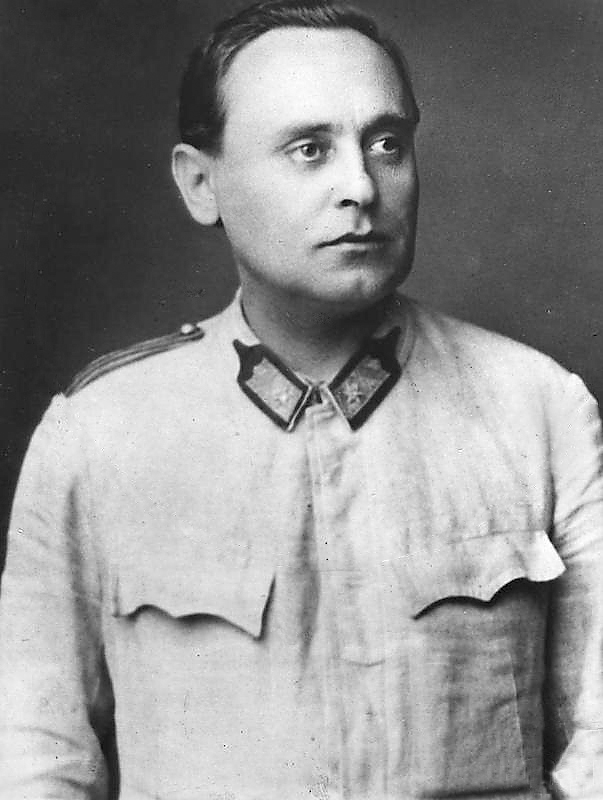
Szálasi Ferenc

- Horthy Miklós kormányzó (államfő) volt 1920-tól 1944-ig.
- Horthy István 1942-ben a kormányzó helyettese volt.
- Bárdossy László volt a kormányzó miniszterelnöke 1941-től 1942-ig. A második világháború után Bárdossyt 1945 novemberében a népbíróság bíróság elé állította. 1946-ban halálra ítélték és kivégezték.
- Kállay Miklós 1942-től 1944-ig volt miniszterelnök .
- Sztójay Döme volt a miniszterelnök 1944 márciusától augusztusig. Sztójayt amerikai csapatok fogták el és 1945 októberében kiadták Magyarországnak, majd a budapesti Kommunista Népbíróság bíróság elé állította. 1946-ban halálra ítélték és kivégezték.
- Lakatos Géza a Magyar Királyi Honvédség tábornoka volt a második világháború alatt, rövid ideig miniszterelnöki tisztséget töltött be Horthy Miklós kormányzó vezetése alatt 1944. augusztus 29-től, ugyanazon év október 15-ig.
- Keresztes-Fischer Ferenc 1938-tól 1944-ig volt Magyarország belügyminisztere . Baranya, Pécs és Somogy vármegye ispánja is volt.
- Szálasi Ferenc a fasiszta Nyilaskeresztes Párt vezetője, a „Magyar Nemzet Vezetője” (Nemzetvezető), 1944-től 1945-ig miniszterelnök volt. A budapesti Népbíróság elé állították, 1946-ban halálra ítélték és kivégezték.
- Miklós Béla volt a miniszterelnök 1944-től 1945-ig. A Királyi Honvédség parancsnoka.
- Bartha Károly vezérezredes, honvédelmi miniszter volt.
- Feketehalmy-Czeydner Ferenc a Honvédség egyik tábornoka volt.
- Szombathelyi Ferenc vezérezredes, vezérkari főnök volt.
- Farkas Ferenc
- Hindy Iván a Magyar Honvédség vezérezredese volt. Ő szervezte meg Budapest védelmét. 1945. február 11-én fogták el a szovjetek, amikor közvetlenül a város február 13-i eleste előtt próbált megszökni. 1946-ban halálra ítélték és kivégezték.
- Jány Gusztáv a magyar haderő parancsnoka volt a sztálingrádi csatában és a doni katasztrófa alatt.
- Szügyi Zoltán a Szent László Gyaloghadosztály parancsnoka volt .
- Háry László a Magyar Királyi Légierő parancsnoka volt.
- Gorondy-Novák Elemér a Magyar Harmadik Hadsereg parancsnoka volt.

## Olasz Királyság (1940–1943), Olasz Szocialista Köztársaság (1943–1945)

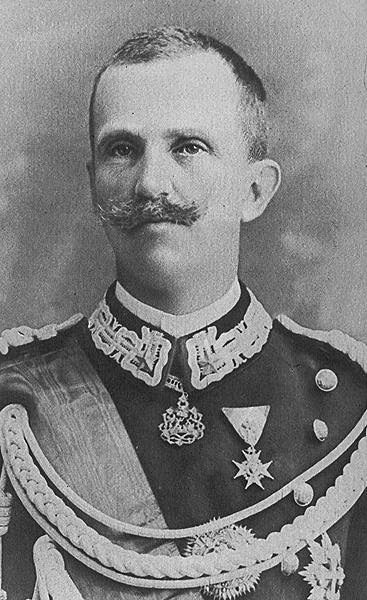
III. Viktor Emánuel olasz király

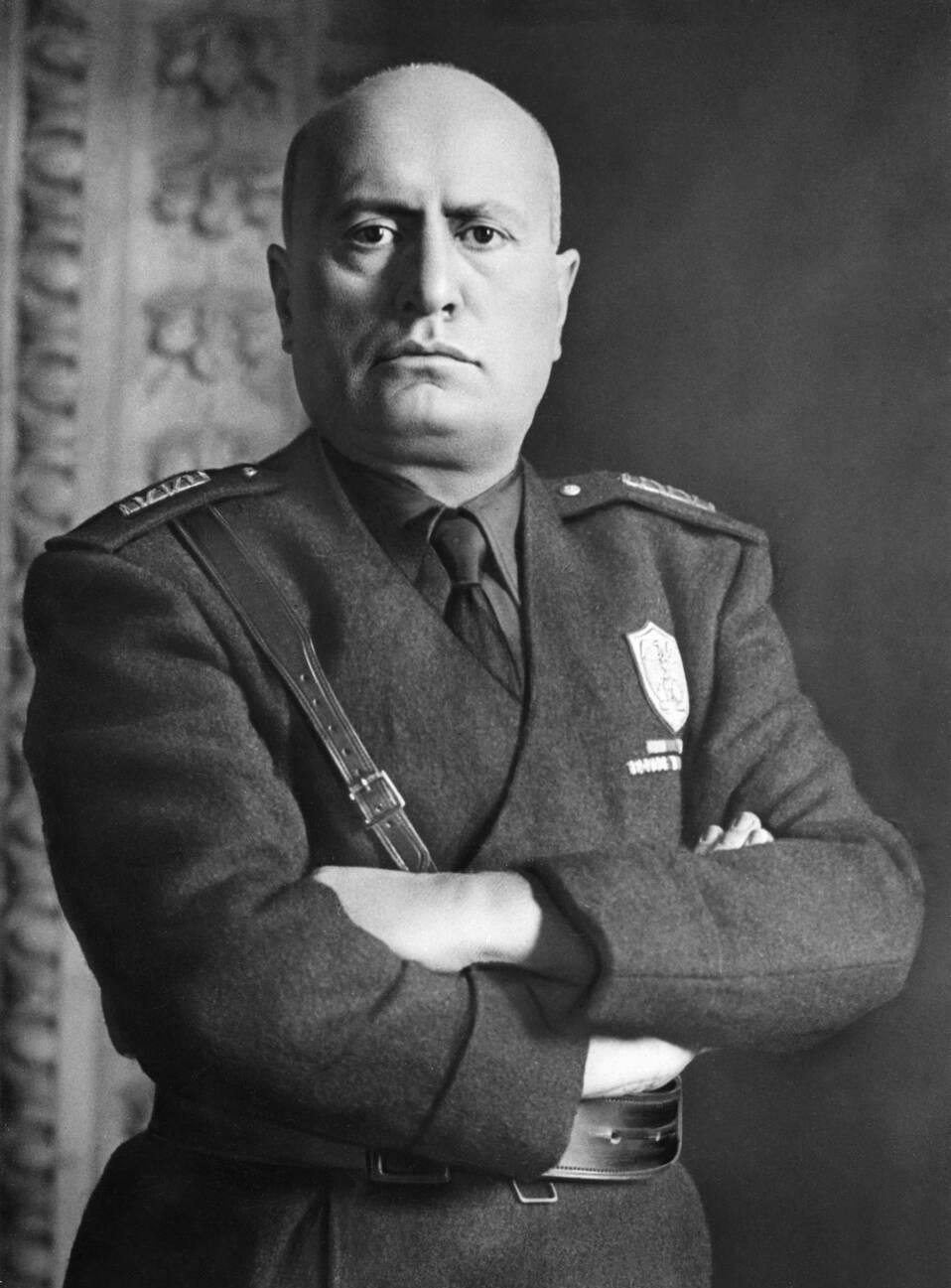
Benito Mussolini, miniszterelnök és a Nemzeti Fasiszta Párt vezetője.

- III. Viktor Emánuel Olaszország királya volt, Mussolini mellett az Olasz Királyi Hadsereg legfelsőbb vezetője, 1935-től pedig az Olasz Birodalom császára lett. 1922-ben támogatta Mussolinit a Rómáról szóló menet során, és miniszterelnökké nevezte ki. 1943-ban, az egymást követő katonai vereségek után, Pietro Badoglio marsallal együtt feloszlatta a fasiszta kormányt, elbocsátotta és letartóztatta Mussolinit, fegyverszünetet kötött a szövetségesekkel, és a marsall vezette királyi kormányt hozott létre Dél-Olaszországban .
- Benito Mussolini 1922 és 1943 között az Olasz Királyság miniszterelnöke volt. A fasizmus megalapítója, Mussolini Olaszországot tette az első fasiszta állammá, felhasználva a nacionalizmus, a militarizmus, az antikommunizmus és az antiszocializmus eszméit az állami propagandával kombinálva.
- Pietro Badoglio a hadsereg marsallja volt. Ő vezette az olasz hadsereget a második olasz-abesszin háború alatt . 1940-ben, az olaszok görögországi veresége után lemondott.
- Ugo Cavallero az Olasz Királyi Hadsereg vezetője volt a második világháború alatt. Ő vezette az olasz erőket a görög-olasz háború alatt, amelyben az olasz erők csúnyán megingtak.
- Italo Gariboldi az olasz haderő parancsnoka volt a sztálingrádi csatában .
- Arturo Riccardi 1940 és 1943 között az Olasz Királyi Haditengerészet vezetője volt
- Inigo Campioni az Olasz Királyi Haditengerészet parancsnoka volt
- Angelo Iachino  Campionit váltotta az Olasz Királyi Haditengerészet parancsnokaként.
- Italo Balbo volt az Olasz Királyi Légierő legfontosabb személye az 1930-as évektől egészen 1940-ben bekövetkezett haláláig. Haláláig a tizedik hadsereget is irányította Líbiában.
- Galeazzo Cianót 1936-ban Mussolini (aki egyben az apósa is volt) külügyminiszterré nevezte ki, és a fasiszta rezsim 1943-as végéig maradt ebben a pozícióban.
- Rodolfo Graziani az Olasz Észak-Afrika parancsnoka és Líbia főkormányzója volt.
- Giovanni Messe az olasz expedíciós hadtest parancsnoka volt.
- Mario Roatta az olasz hadsereg tábornoka volt, aki leginkább a civilek elleni olasz elnyomásban játszott szerepéről ismert az olaszok által megszállt Jugoszlávia szlovén és horvát lakta területein.
- Alfredo Guzzoni az olasz erők főparancsnoka volt a szicíliai szövetséges invázió idején .

## Japán Birodalom

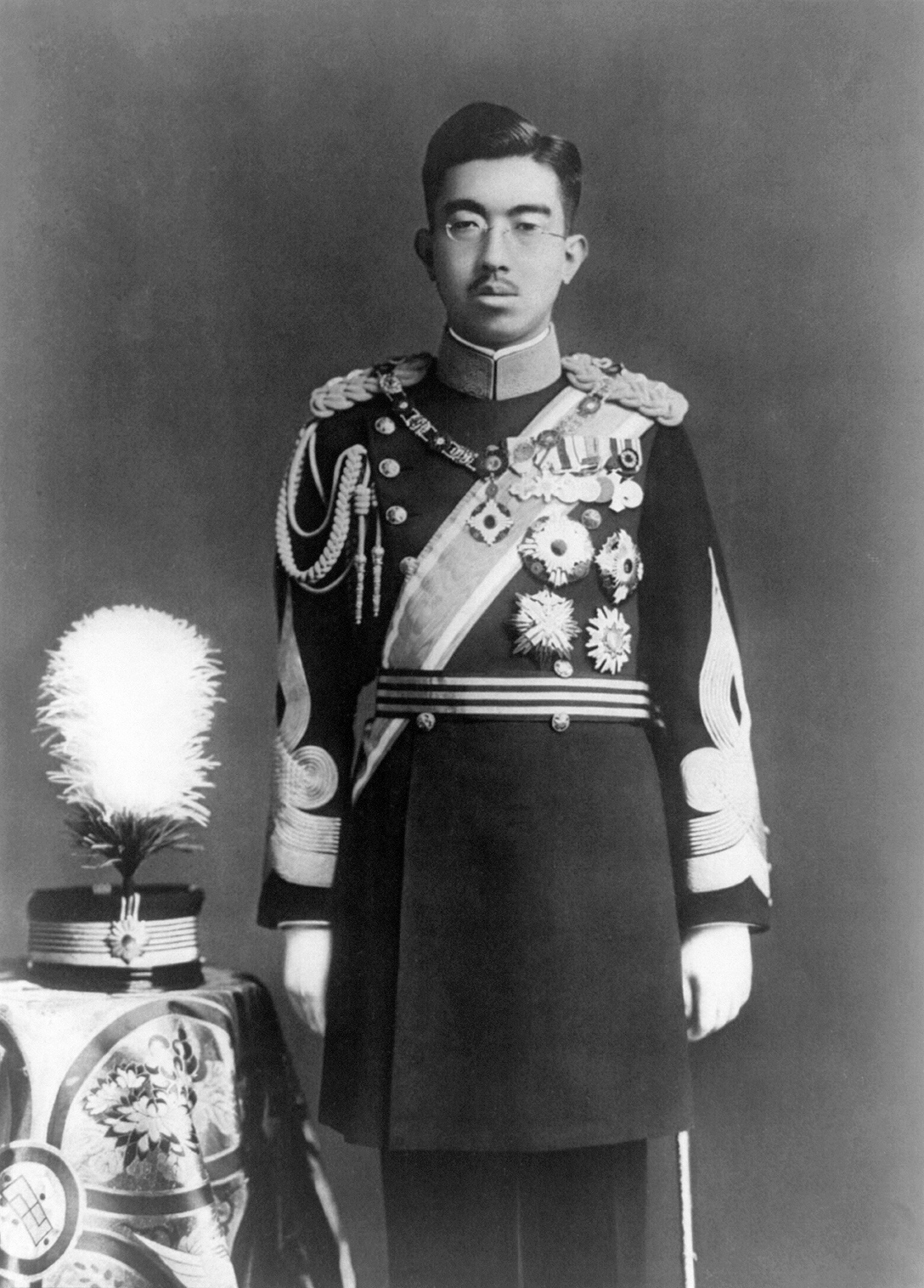
Hirohito, Japán császára

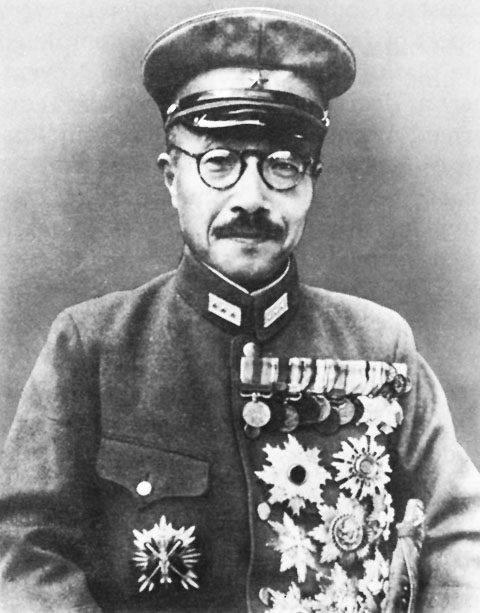
Hideki Tojo, Japán legfelsőbb katonai vezetője és Japán miniszterelnöke 1941 és 1944 között

- Hirohito császár Japán uralkodója volt a második világháború alatt. A Nagy Hármas (Németország, Japán, Olaszország) vezetőinek legtovább élője. A Birodalmi Főparancsnokság vezetője és a Birodalmi Fegyveres Erők főparancsnoka.

## Román Királyság (1940-1944)

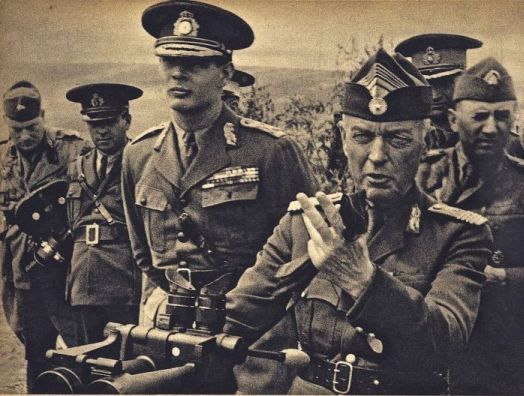
I. Mihály király (balra) és Ion Antonescu (jobbra)

- Ion Antonescu 1940 és 1944 között Románia miniszterelnöke. Diktatórikus jogkörrel rendelkező vezető volt. 1946-ban halálra ítélték és kivégezték.
- I. Mihály Románia királya volt 1940 és 1947 között.
- Ion Gigurtu 1940 júliusától szeptemberéig volt Románia miniszterelnöke,
- II. Károly volt Románia királya 1930 és 1940 között.
- Constantin Sănătescu miniszterelnök volt 1944-ben.
- Nicolae Rădescu miniszterelnök volt 1944 és 1945 között.
- Petre Dumitrescu a Szovjetunió elleni hadjáratban a román harmadik hadsereget irányította.
- Constantin Constantinescu-Claps a román negyedik hadsereg parancsnoka volt.
- Emanoil Ionescu a Román Királyi Légierő parancsnoka volt.
- Ermil Gheorghiu a Román Királyi Légierő parancsnoka volt.
- Horia Macellariu a Román Királyi Haditengerészet parancsnoka volt.

## A tengelyhatalnak bábállamai

### Független Horvát Állam (1941-1945)

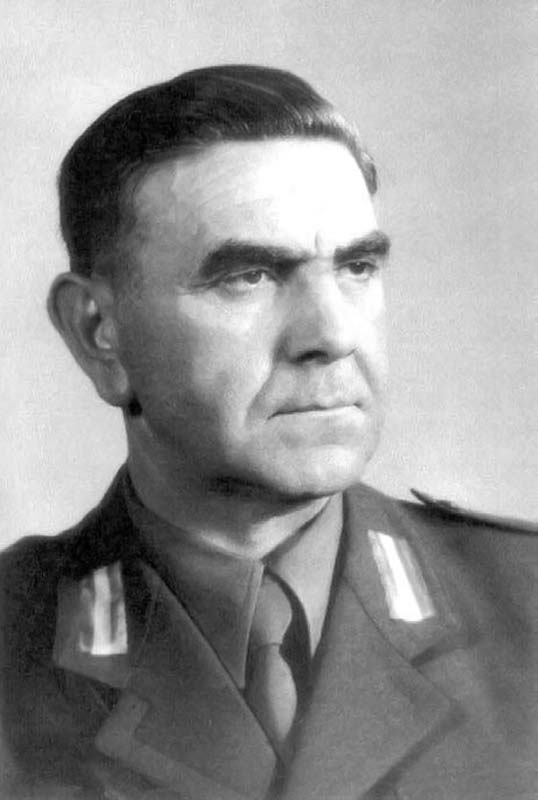
Ante Pavelić

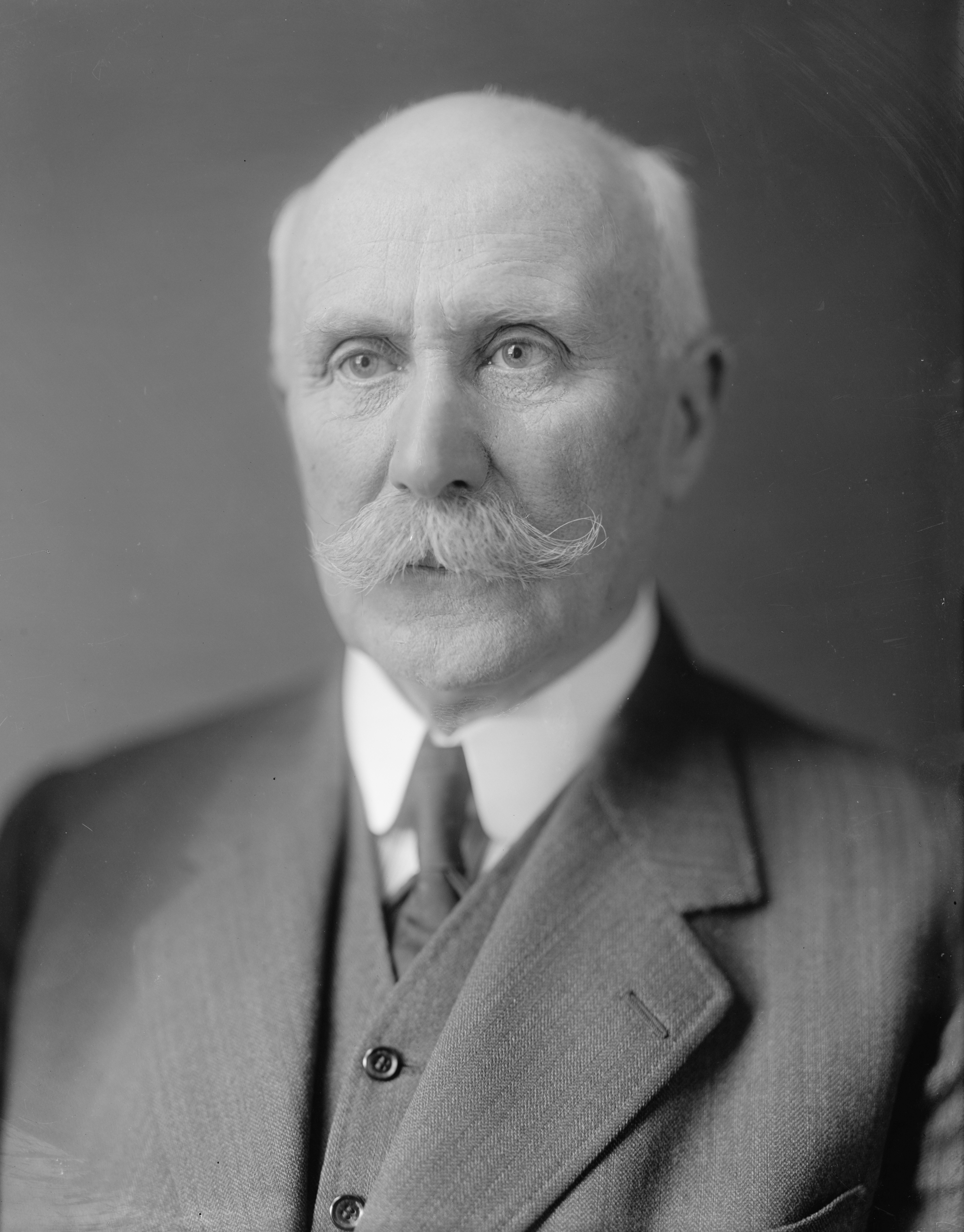
Philippe Pétain

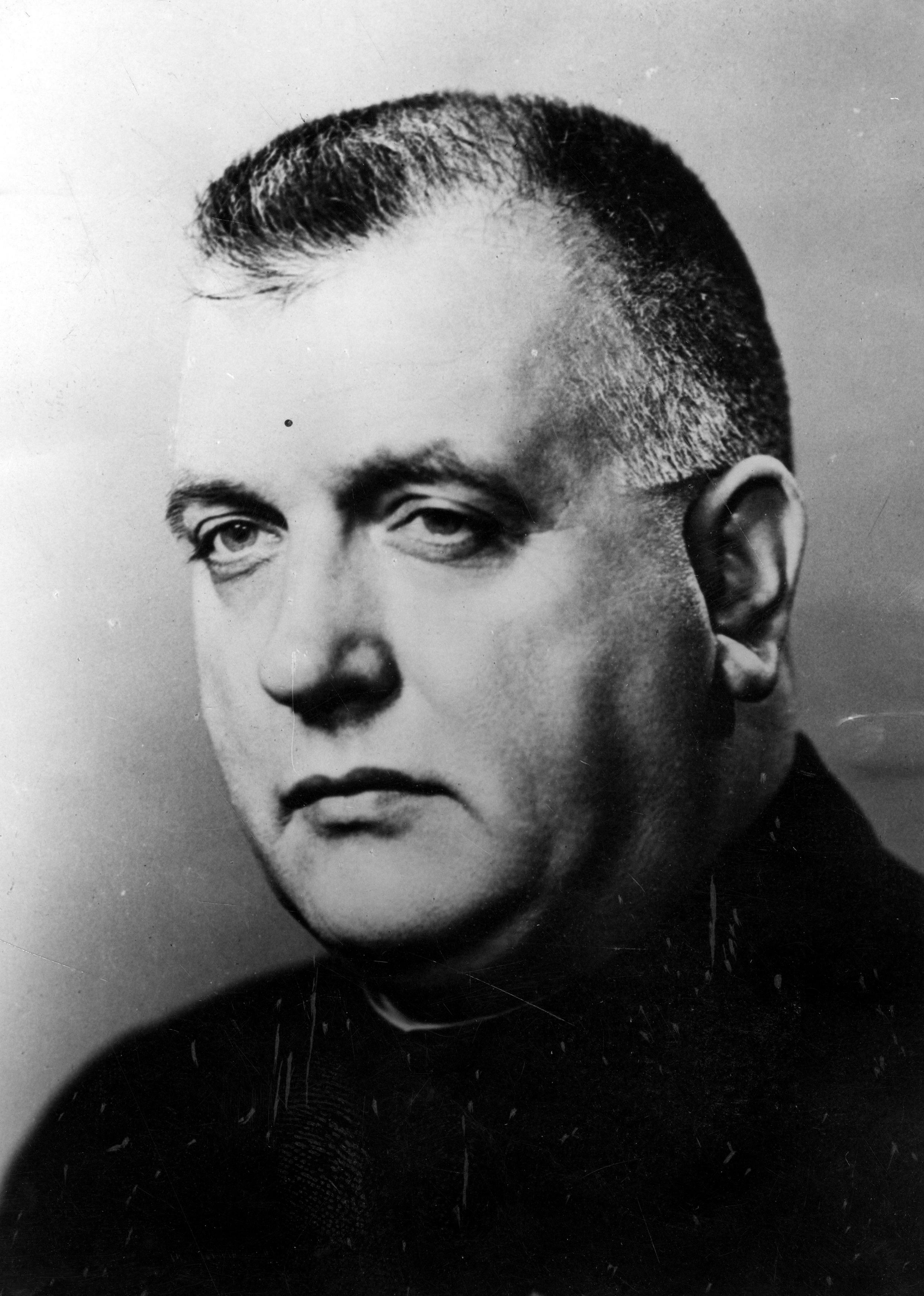
Jozef Tiso

- Ante Pavelić  a Független Horvát Állam  vezetője 1941-től 1945-ig.
- II. Tomislav Horvátország olasz származású királya.
- Nikola Mandić Pavelić kormányfője volt 1943 és 1945 között.
- Mladen Lorković, a Horvátországi Független Állam külügyminisztere és belügyminisztere
- Slavko Kvaternik védelmi miniszter.
- Vladimir Laxa a hadsereg vezérkari főnöke volt.
- Vladimir Kren a Független Horvát Állam Légierejének parancsnoka volt.
- Edgar Angeli a Független Horvát Állam Haditengerészetének parancsnoka volt.
- Vjekoslav Luburić a horvát fegyveres erők parancsnoka volt.
- Jure Francetić a Fekete Légió parancsnoka volt.
- Marko Mesić a horvát légió parancsnoka volt.
- Andro Vrkljan a horvát haditengerészeti légió parancsnoka volt.

### Vichy Franciaország (1940-1944)
- Philippe Pétain hadsereg marsallja és Vichy Franciaország államfője volt 1940-es megalakulásától az 1944-es normandiai partraszállásig.
- Pierre Laval volt Pétain kormányfője 1940-ben, majd 1942 és 1944 között.
- René Bousquet a vichy-i rendőrség helyettes vezetője volt.
- Joseph Darnand a Milice française parancsnoka volt. Nácibarát vezetőként Hitler és a Pétain-kormány erős támogatója.
- Jean Decoux francia Indokína főkormányzója volt a Vichy-kormány képviseletében.

### Szlovák Köztársaság (1939–1945)
- Jozef Tiso a Szlovák Köztársaság elnöke volt a második világháború alatt.
- Vojtech Tuka miniszterelnök volt.
- Ferdinand Čatloš a Bernolák tábori hadsereg parancsnoka volt a lengyel invázió idején.
- Rudolf Pilfousek az SS-Heimatschutz Slowakei parancsnoka volt.
- Augustín Malár
- Ján Golian

## A Náci Németország bábállamai

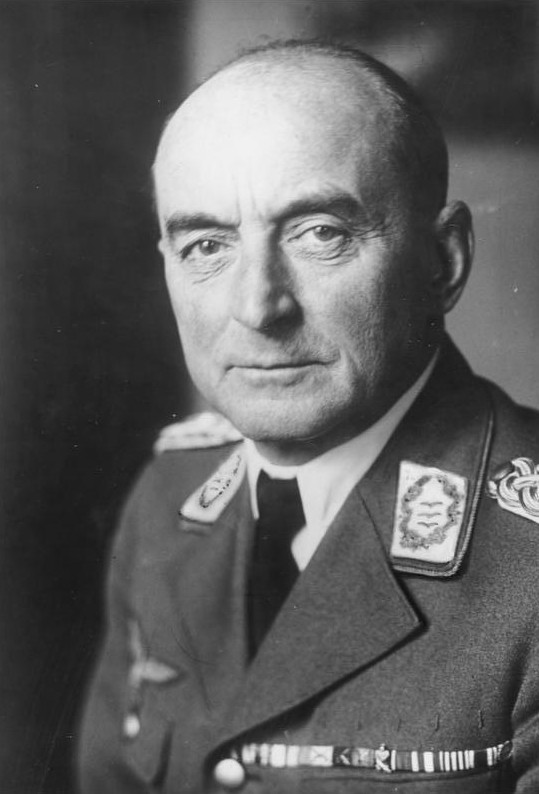
Leonhard Kaupisch

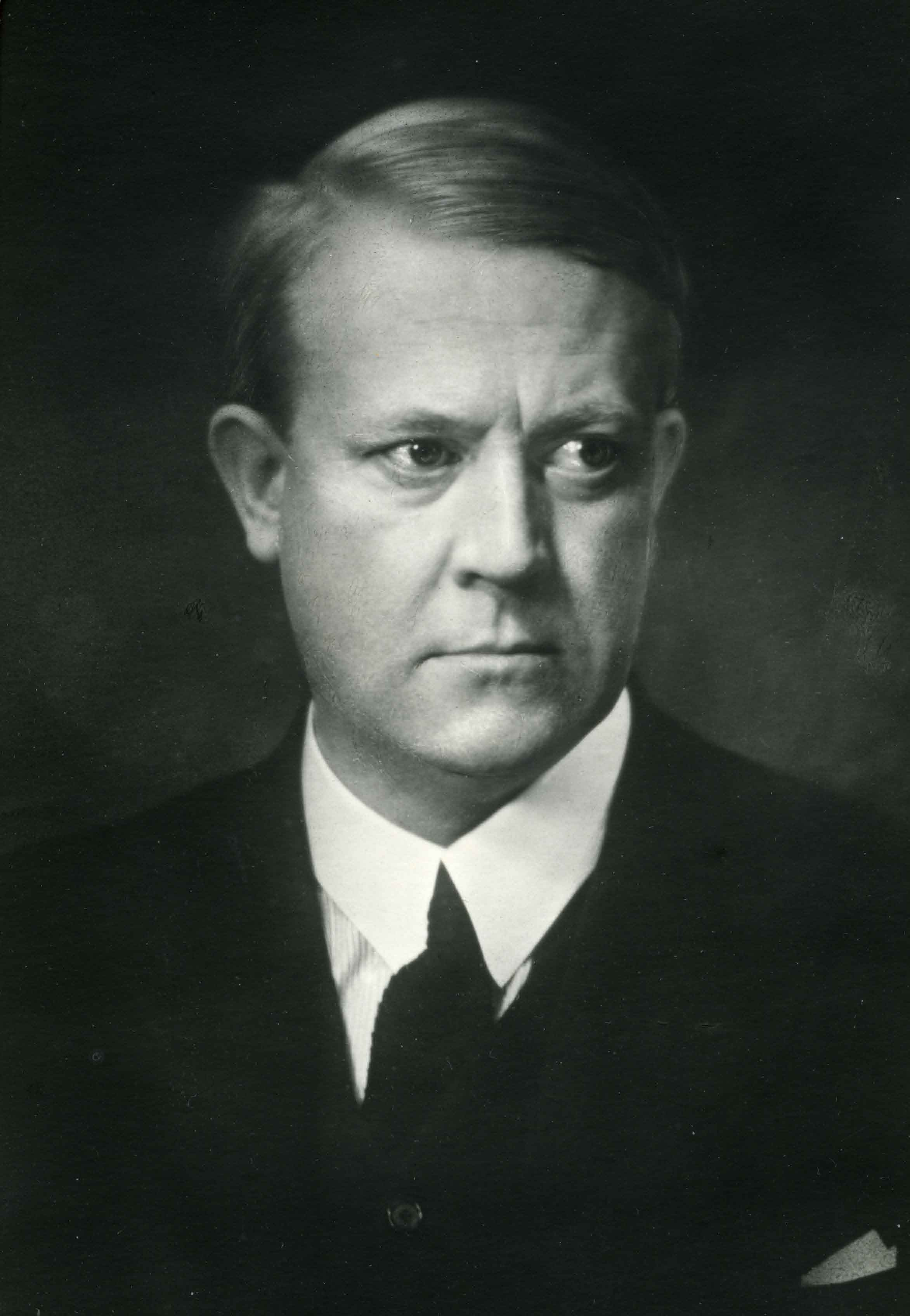
Vidkun Quisling

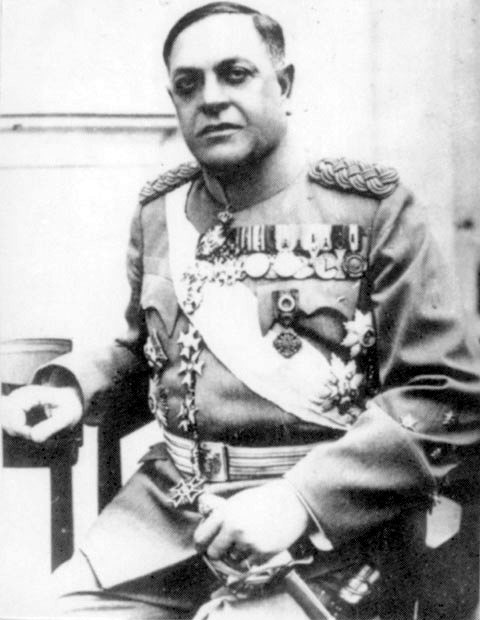
Milan Nedić

### Dán Protektorátus (1940–1945)
- Leonhard Kaupisch Dánia katonai parancsnoka.
- Werner Best polgári ügyintézőként szolgált Dániában.
- Erik Scavenius Dánia miniszterelnöke 1942 és 1943 között. A német megszálló haderővel együttműködő politikát folytatott, amíg 1943-ban fel nem oszlatta a dán kormányt, és felváltotta a német haditörvény.
- Frits Clausen a Dán Nemzetiszocialista Munkáspárt vezetője volt.
- Christian Peder Kryssing a Dániai Szabadhadtest parancsnoka volt.
- Christian Frederik von Schalburg a dán szabadhadtest parancsnoka volt.
- Knud Børge Martinse a Schalburg hadtest és a Dán Szabadcsapatok parancsnoka volt.

### Ljubljana Tartománya (1943–1945)
- Leon Rupnik a tartományi kormány elnöke volt.
- Gregorij Rožman
- Ernest Peterlin

### Norvég Nemzeti Kormány (1940-1945)
- Vidkun Quisling 1942 és 1945 között a norvég kormány miniszter-elnöke volt.
- Arthur Qvist a Norvég Légió parancsnoka volt.

### Szerbia (1941-1944)
- Milan Nedić tábornok és Szerbia miniszterelnöke.
- Milan Aćimović belügyminiszter
- Dimitrije Ljotić a Zbor elnöke és vezetője, valamint a Szerb Önkéntes Hadtest ideológiai vezetője volt.
- Dragomir Jovanović a Szerb Államőrség parancsnoka volt.
- Kosta Mušicki a Szerb Önkéntes Hadtest parancsnoka volt.

## Az Olasz Királyság bábállamai

### Albán Királyság (1940–1943)
- Shefqet Vërlaci az Albán Királyság miniszterelnöke.
- Tefik Mborja az Albán Fasiszta Párt vezetője

### Montenegrói Királyság (1941–1943)
- Sekula Drljević a Montenegrói Föderalista Párt alapítója és a Montenegrói Királyság miniszterelnöke volt 1941-es bebörtönzéséig.
- Blažo Đukanović később Montenegró katonai vezetője volt
- Pavle Đurišić a Montenegrói Önkéntes Hadtest parancsnoka volt.
- Krsto Popović a Lovćen-dandár parancsnoka volt.

## Közös német-olasz bábállamok

### Görög Állam (1941–1944)
- 'Georgios Tsolakoglou a görög kollaboráns kormány miniszterelnöke volt 1941. április 30-tól 1942. december 2-ig.
- Konstantinos Logothetopoulos 1942. december 2. és 1943. április 7. között volt a miniszterelnök.
- Ioannis Rallis 1943. április 7. és 1944. október 12. között volt a miniszterelnök.
- Bakos Georgios  honvédelmi miniszter volt.

## A Japán Birodalom bábállamai

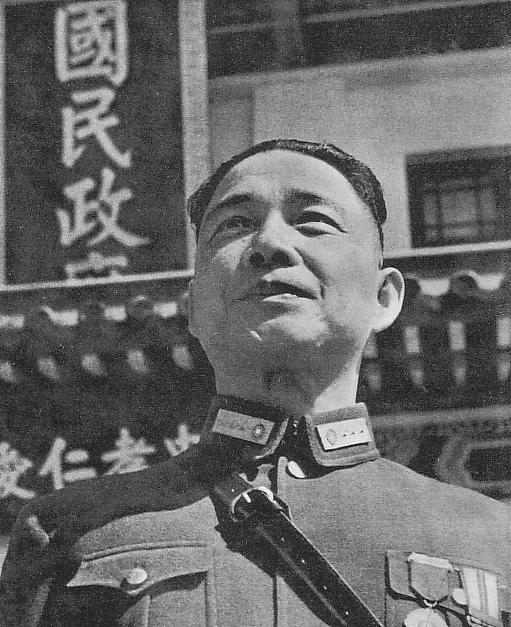
Wang Jingwei elnök

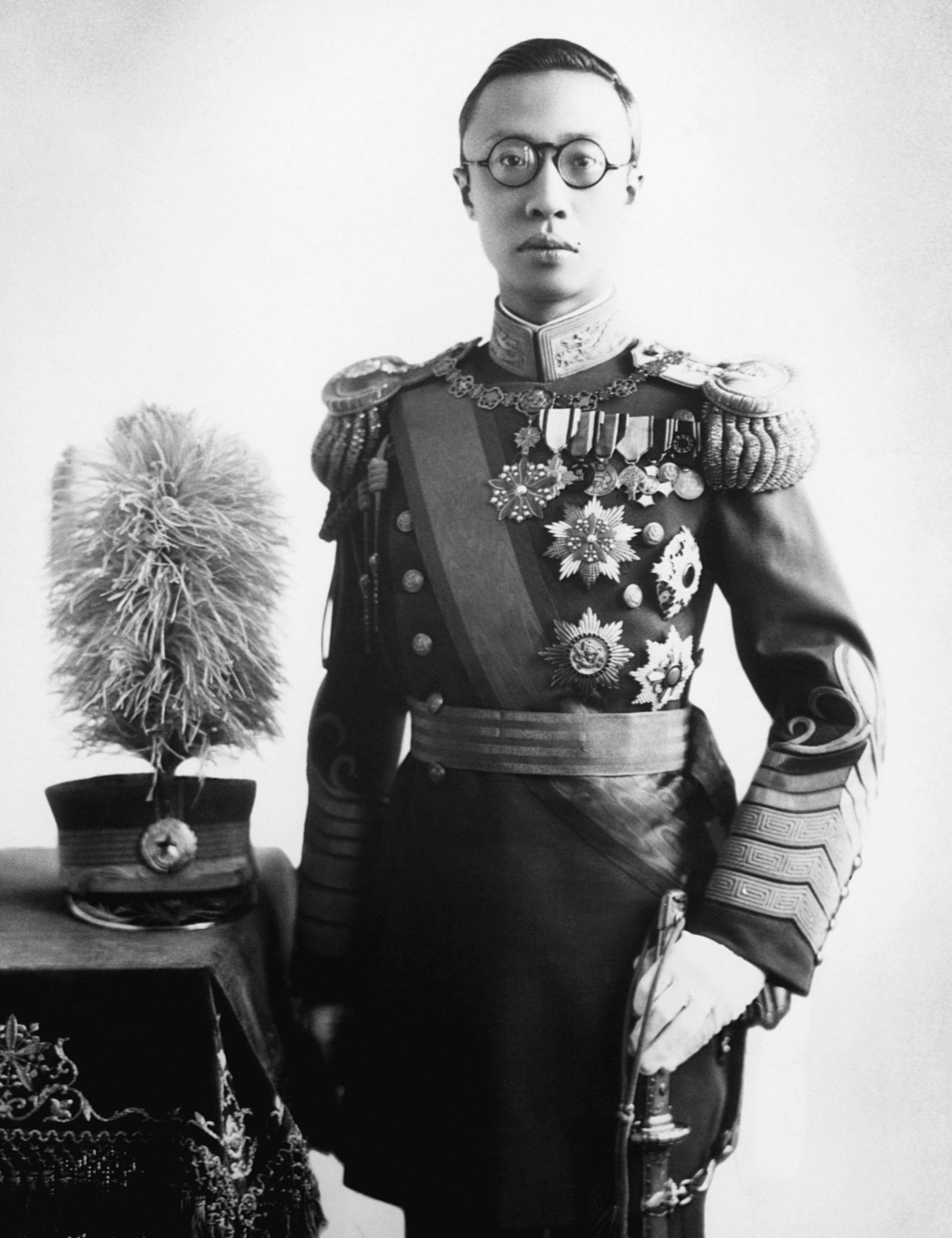
Puyi császár

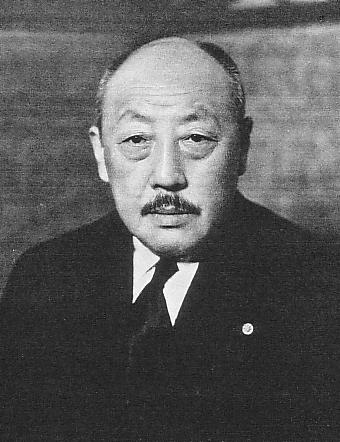
Zhang Jinghui

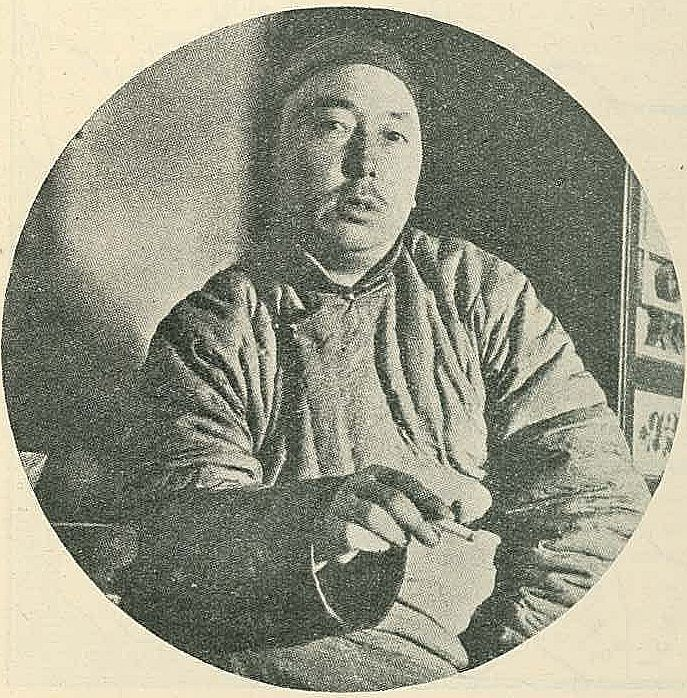
Demchugdongrub elnök

### Burma (1942–1945)
- Ba Maw politikai vezető.

### Kambodzsai Királyság (1945)
- Sisowath Monivong kambodzsa királya 1927-től egészen 1941-ben bekövetkezett haláláig.
- Norodom Sihanouk volt a király Monivong halála után.
- Son Ngoc Thanh miniszterelnök volt

### Kínai Köztársaság-Nanjing (1940-1945)
- Wang Jingwei államfő
- Chen Gongbo, a törvényhozó testület vezetője.

### Szabad India Ideiglenes Kormánya (1943–1945)
- Subhas Chandra Bose államfő, a Szabad India kormányának miniszterelnöke és had- és külügyminisztere.

### Laoszi Királyság (1945)
- Phetsarath Ratanavongsa Laosz miniszterelnöke volt 1942 és 1945 között.

### Nagy Mandzsu Birodalom
- Puyi Mandzsukuo császára volt 1934-től az állam 1945-ös feloszlásáig. A japánok a mandzsúriai invázió után telepítették be. A Szovjetunió elfogta és bebörtönözte, majd átadták a Kínai Népköztársaságnak .
- Zhang Jinghui Mandzsukuo miniszterelnöke volt. Zhang kínai tábornok és politikus volt a hadúr korszakában, aki együttműködött a japánokkal Mandzsukuo létrehozásában. A háború után a Vörös Hadsereg fogságába esett és bebörtönözte.
- Hszi Csia 1932-ben Mandzsukuo pénzügyfelügyelője, 1934-ben Mandzsukuo minisztere, 1936-ban pedig palota- és belügyminiszter volt. A második világháború végén szovjet fogságba esett, és egy szibériai börtönben tartották, mígnem 1950-ben visszakerült Kínába, ahol a börtönben meghalt.
- Chang Hai-peng a mandzsukuói császári hadsereg tábornoka volt.

### Mengjiang Egyesült Autonóm Kormány
- Demchugdongrub Mengjiang elnöke volt.

### Második Fülöp-szigeteki Köztársaság (1943–1945)
- José P. Laurel a Fülöp-szigetek elnöke volt

### Vietnámi Birodalom (1945)
- Bảo Đại 1926 és 1945 között Annam királya, 1945 és 1949 között Vietnam császára volt .
- Tran Trong Kim vietnám miniszterelnöke volt a második világháború alatt.

## Társharcos államok
Különböző országok harcoltak a tengelyhatalmakkal mellett egy közös ügyért. Ezek az országok nem voltak aláírói a háromoldalú egyezménynek, így nem voltak formális tagjai a tengelyhatalmaknak

### Finnország (1941–1944)

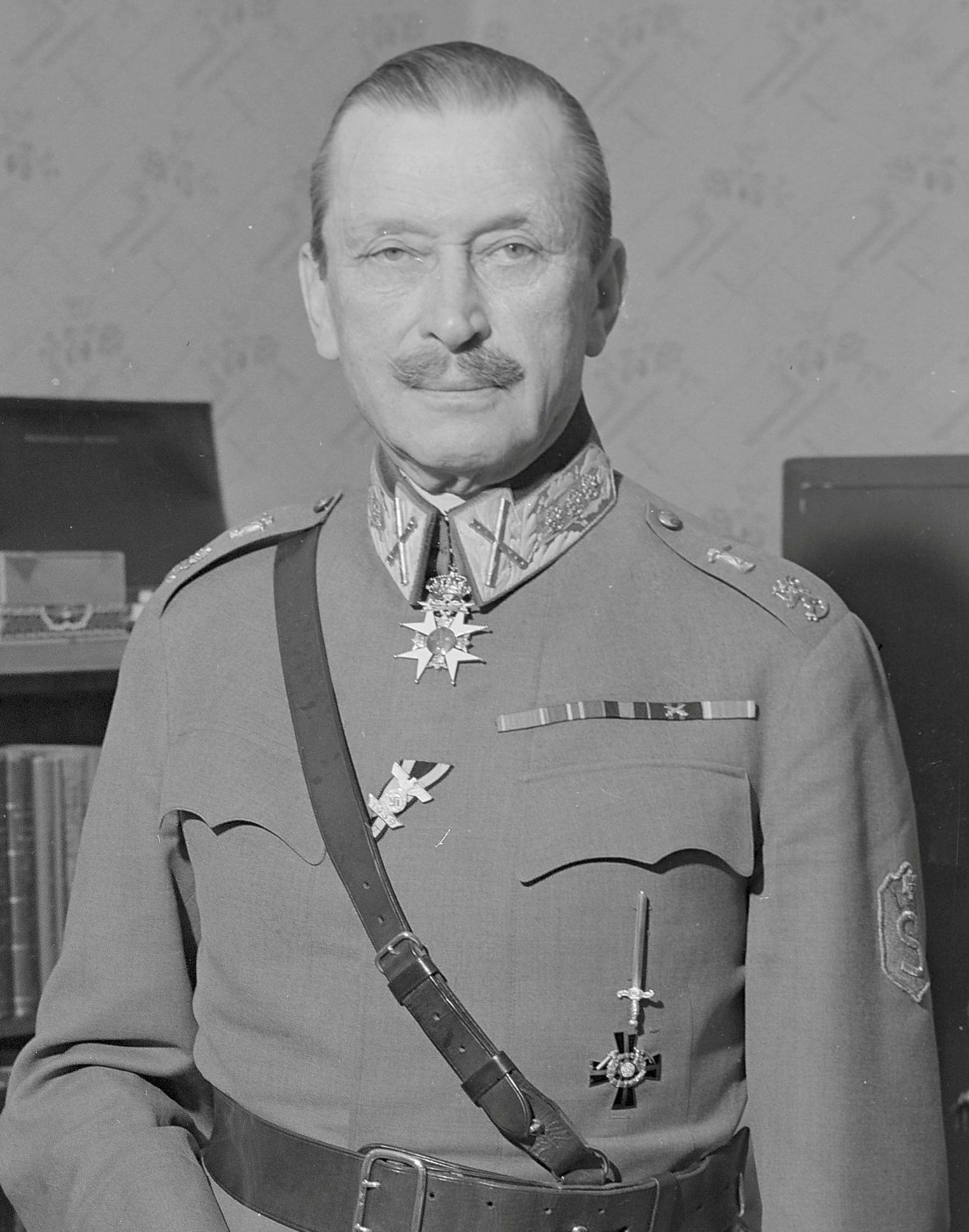
Carl Gustaf Emil Mannerheim

- Carl Gustaf Emil Mannerheim a Finn Védelmi Erők főparancsnoka és Finnország marsallja volt.
- Kyösti Kallio Finnország negyedik elnöke volt.
- Risto Ryti Finnország 5. elnöke és 14. miniszterelnöke volt.
- Johan Wilhelm Rangell Finnország miniszterelnöke volt 1941 és 1943 között.
- Karl Lennart Oesch a hadsereg és az Aunus Csoport parancsnoka volt a folytatólagos háború lövészárok-háborús szakaszában.
- Lundqvist jarl a finn légierő parancsnoka volt a folytatólagos háború alatt.
- Väinö Valve a finn haditengerészet parancsnoka volt a folytatólagos háború alatt.

### Iraki Királyság (1941)
- II. Fejszál Irak királya volt.

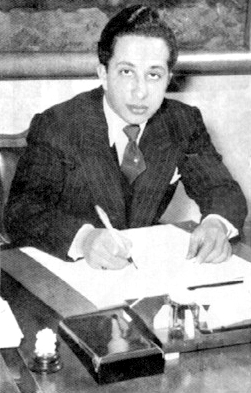
II. Fejszál

- Rashid Ali al-Kaylani Irak miniszterelnöke volt 1940-ben és 1941-ben.

### Thaiföldi Királyság (1942-1945)

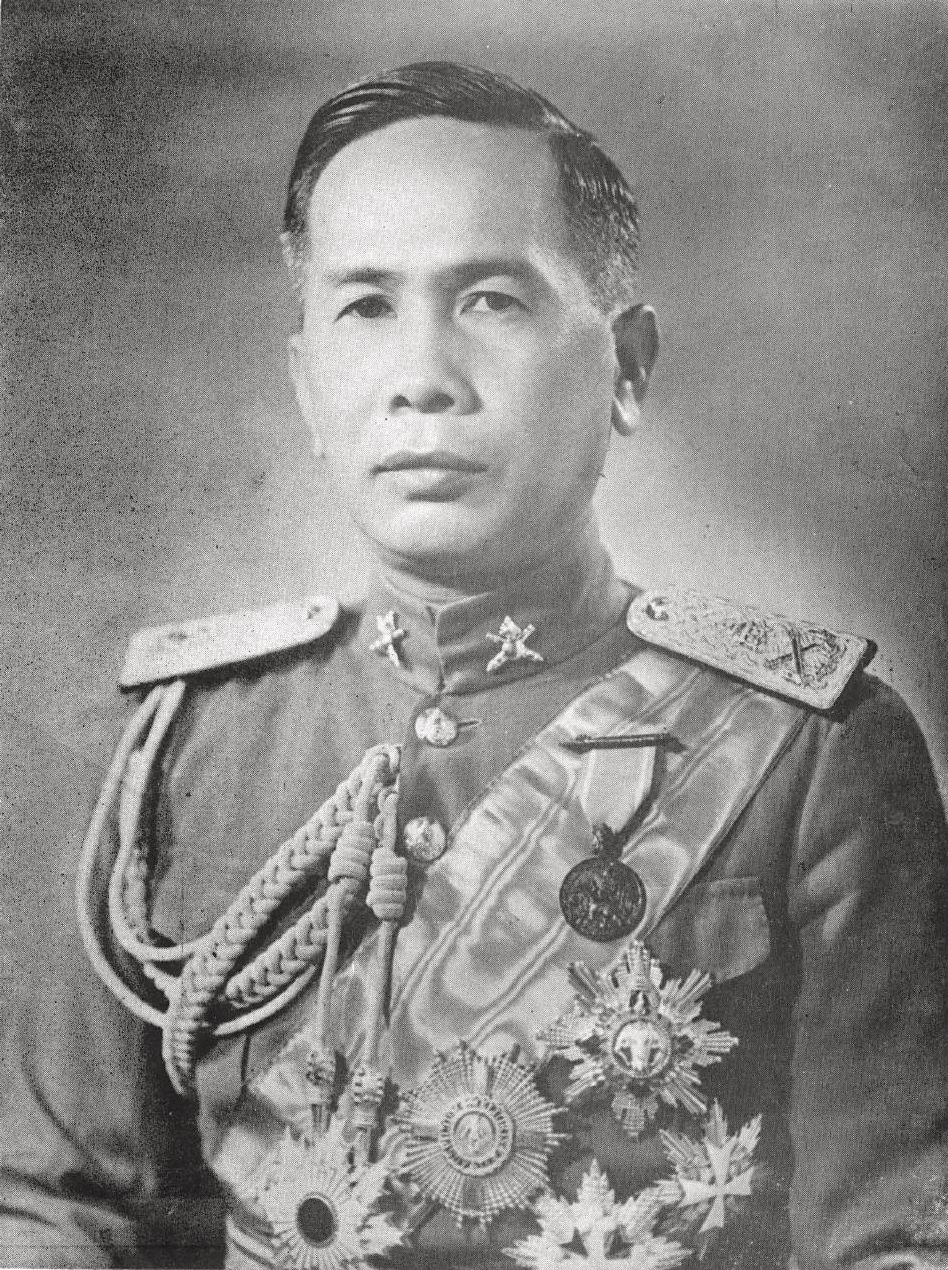
Plaek Pibulsongkram

- Ananda Mahidol 1935-től 1946-ban bekövetkezett haláláig Thaiföld királya volt.
- Plaek Phibunsongkhram a thai hadsereg tábornagya volt, 1938 és 1944 között Thaiföld miniszterelnöke volt.
- Jarun Rattanakun Seriroengrit tábornok volt, aki a Phayap hadsereget irányította
- Phin Choonhavan a Shan államok katonai kormányzója
- Pridi Banomyong volt forradalmár és kabinetminiszter 1941-ben nevezték ki a régensi tanácsba. 1944-re tényleges államfő lett, de ez a pozíció csak névleges volt. 1942-ben titokban az ellenállási erők vagy a Szabad Thai Mozgalom vezetője lett.
- Khuang Aphaiwong Thaiföld miniszterelnöke volt 1944 és 1945 között.

## Kapcsolódó oldalak
- Tengelyhatalmak
- Szövetségesek